# Kugel-Erlass
Kugel-Erlass (z niem. „Dekret o kulkach”) – tajny rozkaz wydany przez szefa Gestapo Heinricha Müllera w marcu 1944 z poleceniem, aby zbiegłych z niemieckich obozów jenieckich o randze oficerów lub wyższych rangą podoficerów po ich pojmaniu przez służbę bezpieczeństwa Sicherheitsdienst przekazać Sicherheitspolizei, a następnie wysłać do obozu koncentracyjnego Mauthausen-Gusen i tam ich rozstrzelać „w ramach Akcji Kulka”.
Wyjątek miało stanowić ponowne schwytanie oficerów brytyjskich oraz amerykańskich sił zbrojnych. W takim przypadku o ich losie miało decydować Naczelne Dowództwo Wehrmachtu.
Rozkaz ten naruszał Konwencję genewską z 1929 o traktowaniu jeńców wojennych (z ostatnimi zmianami z 1949 znana jest, jako III Konwencja Genewska), która w razie ucieczki jeńca wojennego przewidywała jedynie kary dyscyplinarne.